# Indikátory prostorových asociací
Indikátory prostorových asociací jsou statistiky, které vyhodnotí existenci shluků v prostorovém uspořádání dané proměnné. Když studujeme například výskyt rakoviny v jednotlivých územních jednotkách v daném městě, výskyt prostorových shluků znamená, že existují oblasti, které vykazují nadprůměrnou či podprůměrnou míru, než která byla očekávána náhodně. To znamená, že hodnoty, které se zde vyskytují, jsou vyšší nebo nižší, než je náhodné rozdělení v prostoru.

## Globální prostorové autokorelace
Globální prostorová autokorelace je míra výskytu určitého jevu. Jedním ze statistik používaných k hodnocení globální prostorové autokorelace je Moranovo I kritérium, definováno jako:  
{\displaystyle I={\frac {{\frac {N}{S_{0}}}\sum _{i}{\sum _{j}{W_{ij}Z_{i}Z_{j}}}}{\sum _{i}{Z_{i}^{2}}}}}
, kde 
- {\displaystyle Z_{i}} je odchylka proměnné zájmu s ohledem na průměr;
- {\displaystyle W_{ij}} je matice vah, která je v některých případech ekvivalentní k binární matici v pozicích i, j pokaždé, když pozorování i je blízké pozorování j;
- a  {\displaystyle S_{0}=\sum _{i}{\sum _{j}{W_{ij}}}} .

Matice W je nezbytná z důvodu  řešení  prostorové autokorelace, vytváří se také model prostorové interakce, musí se  zavést struktura na omezení počtu sousedů, které je třeba zvážit. To se týká prvního zákona Toblerova v geografii. Ten říká, že vše závisí na všem ostatním, ale věci ležící blíže mají větší vliv. Jinými slovy, zákon předpokládá, že i když všechny pozorování mají vliv na všechny ostatní pozorování, po určité vzdálenosti lze tento vliv zanedbat.

## Globální versus lokální
Globální prostorová analýza nebo globální prostorová autokorelační analýza poskytne pouze jednu statistiku ke shrnutí celé studijní oblasti. Jinými slovy, globální analýza předpokládá homogenitu. Jestliže tento předpoklad neplatí, pak statistiky nedávají smysl a liší se v prostoru.
Jestliže neexistuje globální autokorelace a nebo se data neshlukují, můžeme stále nalézt shluky na úrovní lokální s využitím lokální prostorové autokorelace. Skutečnost, že Moranovo I je shrnutím jednotlivých křížových produktů, je využívána v "Lokálních indikátorech prostorové asociace" (LISA) k  hodnocení shlukování v těchto individuálních jednotkách, a to pomocí výpočtu Lokálního Moranova I pro každé prostorové jednotky a vyhodnocením statistické významnosti pro každé Ii. Z předchozí rovnice pak získáme:
{\displaystyle I_{i}={\frac {Z_{i}}{m_{2}}}\sum _{j}W_{ij}Z_{j}}
kde:
{\displaystyle m_{2}={\frac {\sum _{i}Z_{i}^{2}}{N}}}
pak,
{\displaystyle I=\sum _{i}{\frac {I_{i}}{N}}}
I je míra Moranova I globální autokorelace, Ii je lokální a N je počet analytických jednotek v mapě. 
LISAS můžeme například vypočítat v GeoDA, který používá lokální Moranovo I, navržené mužem jménem Luc Anselin v roce 1995.